# Externsteine

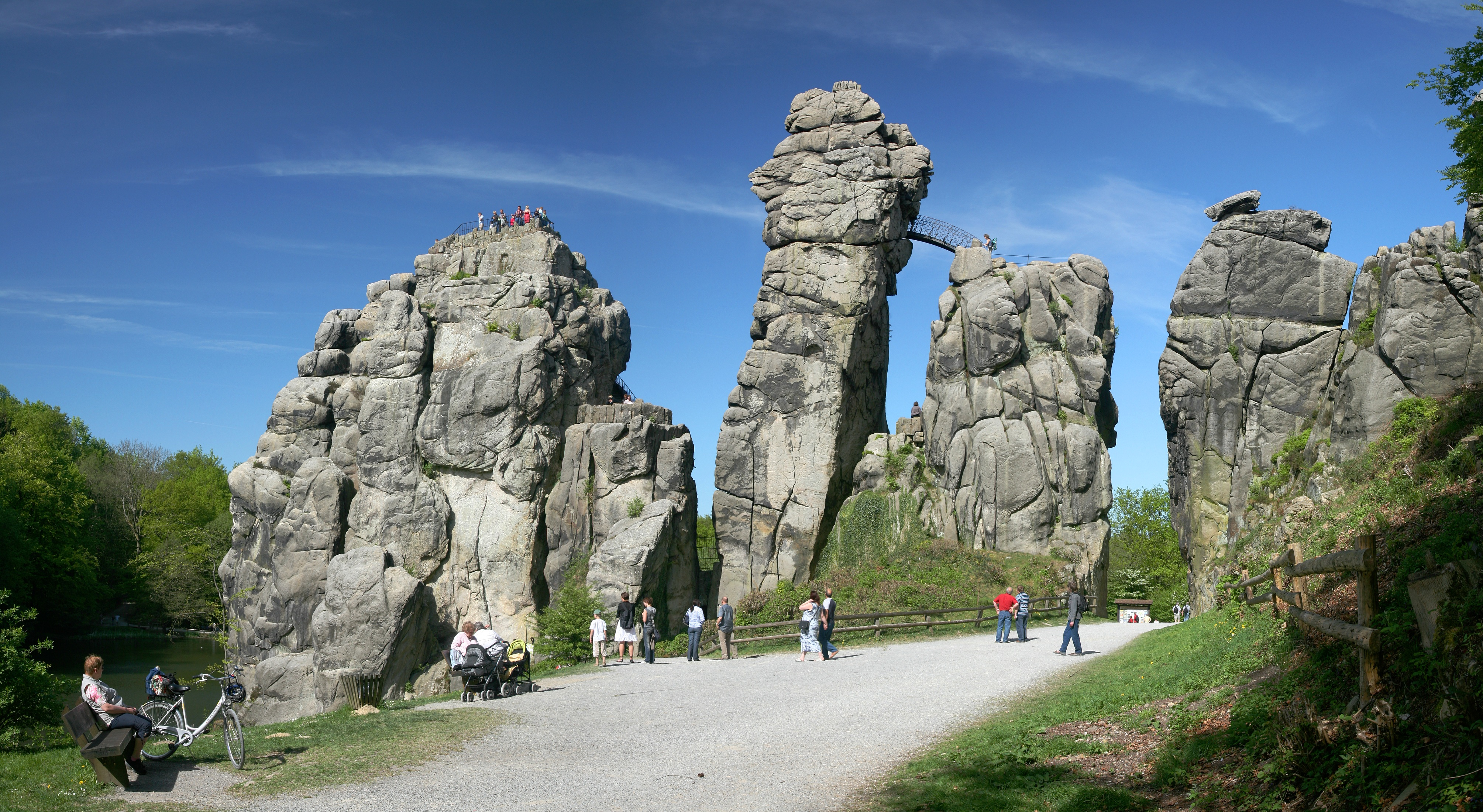
Externsteine

Externsteine sunt formațiuni stâncoase de o formă bizară constituite din gresie, ele fiind situate în apropiere de Horn-Bad Meinberg, regiunea Teutoburger Wald, districtul Lippe, landul Renania de Nord-Westfalia, Germania. Deja în 1926 Externsteine a fost declarat monument al naturii, el fiind cel mai vechi din districtul Lippe.

## Date geologice și geografice

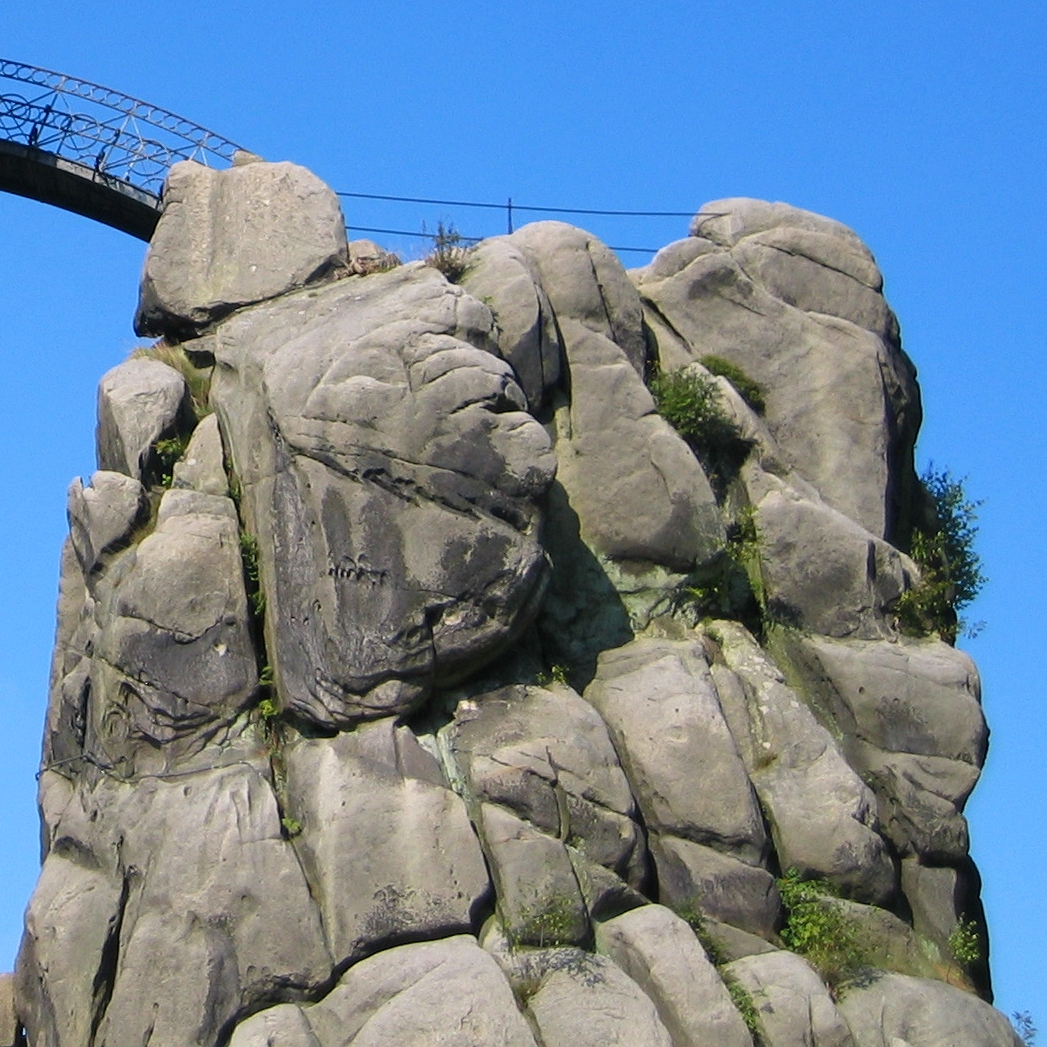
Externsteine

Formațiunile stâncoase sunt amplasate în nordul landului Renania de Nord-Westfalia, sudul districtului Lippe ele aparțin de teritoriul orașului Horn-Bad Meinberg, fiind la 1,1 km distanță aeriană, vest de cartierul Holzhausen-Externsteine. Stâncile aparțin de lanțul central al munților Teutoburger Wald fiind situate în sud-estul munților Mittelgebirge. Stâncile se află la marginea bazinului de colectare a lui Weser, în apropiere de izvorul râului Wiembecke. Externsteine au luat naștere în urmă cu 70 - 120 milioane de ani, rocile de gresie au luat naștere prin procesele de eroziune a rocii inițiale care era constituit în mare parte din granit, formele bizare au luat naștere datorită durității diferite a rocilor componente. Stâncile ating o înălțime de 47,7 m, întinzându-se pe o lungime de câteva sute de metri.